# Guerra del rey Jorge
La guerra del rey Jorge (1744-1748) es el nombre que se dio a las operaciones militares en América del Norte en el marco de la guerra de sucesión austriaca (1740-1748). Fue la tercera de las cuatro Guerras franco-indígenas. Tuvo lugar principalmente en las provincias británicas de Nueva York, Massachusetts Bay (que en ese momento incluía Maine y Massachusetts), New Hampshire (que en ese momento incluía Vermont) y Nueva Escocia. Su acción más significativa fue una expedición organizada por el gobernador de Massachusetts, William Shirley, que sitió y finalmente capturó la fortaleza francesa de Louisbourg, en la Isla del Cabo Bretón de Nueva Escocia, en 1745. En francés, se la conoce como la Troisième Guerre Intercoloniale o Tercera Guerra Intercolonial. El tratado de Aquisgrán puso fin a la guerra en 1748 y restituyó Louisbourg a Francia, pero no resolvió el problema territorial pendiente.  

## Causas
La guerra del Asiento (también llamada "de la oreja de Jenkins" por un incidente del año 1731 en que un comandante español cortó la oreja del capitán mercante británico Robert Jenkins y le dijo que la llevara a su rey, George II) estalló en 1739 entre España y Gran Bretaña, pero se limitó al mar Caribe y al conflicto entre la Florida española y la vecina provincia británica de Georgia. La guerra de sucesión austriaca, nominalmente una lucha por la legitimidad de la adhesión de María Teresa en el trono austríaco, comenzó en 1740, pero al principio no implicó militarmente ni a España ni al Reino Unido. De hecho, Gran Bretaña fue atraída diplomáticamente a este conflicto en 1742 como aliada de Austria y como oponente de Francia y Prusia, pero las hostilidades abiertas no se produjeron hasta 1743 en Dettingen. 
La guerra no se declaró formalmente entre Gran Bretaña y Francia hasta marzo de 1744. Massachusetts no declaró la guerra contra Quebec y Francia hasta el 2 de junio.

## Curso de la guerra

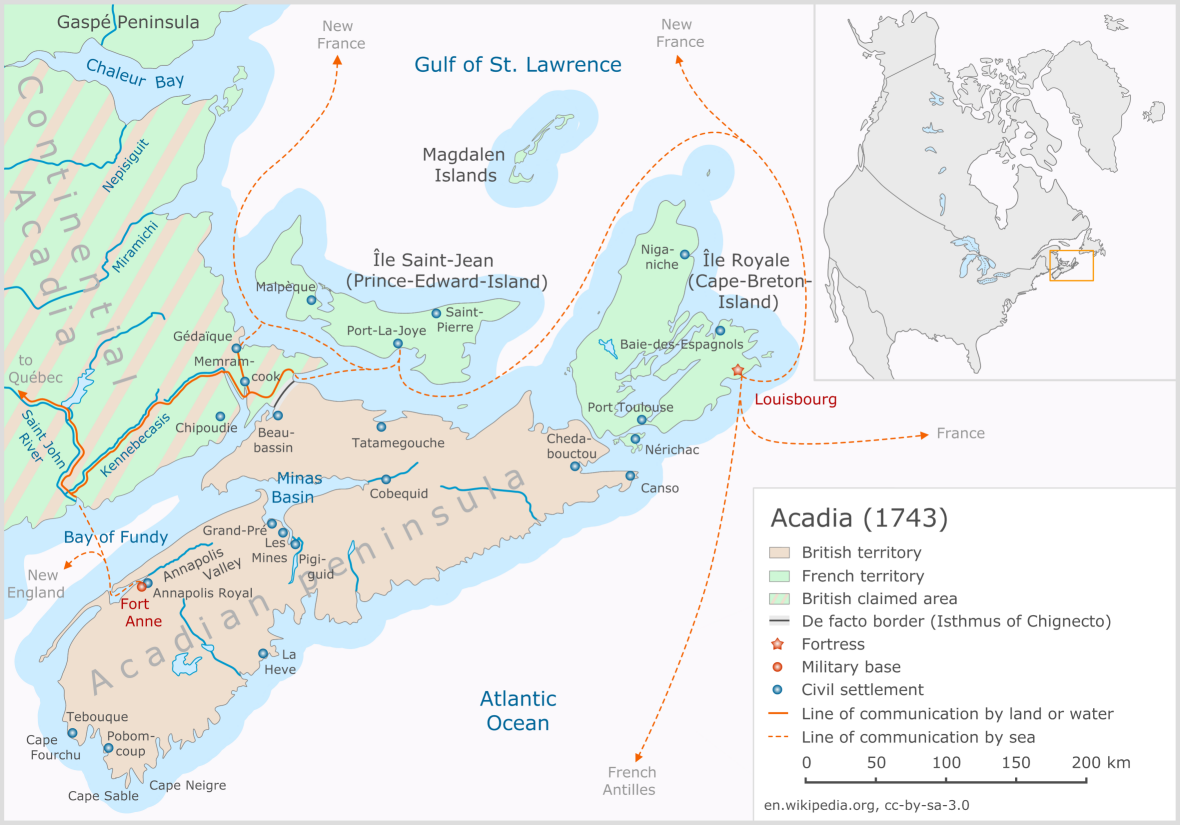
Acadia en 1743, un año antes de que estallara la guerra del rey Jorge. Las principales batallas de la guerra están marcadas en el mapa.

Las noticias de las declaraciones de guerra llegaron a la fortaleza francesa de Louisbourg el 3 de mayo de 1744, y las fuerzas allí estacionadas perdieron poco tiempo en empezar las hostilidades. Preocupados por sus líneas de suministro terrestres hacia Quebec, atacaron el puerto pesquero británico de Canso el 23 de mayo y luego organizaron un ataque a Annapolis Royal, la capital de Nueva Escocia. Pero las tropas francesas retrasaron la marcha de Louisbourg, y sus aliados de las Primeras Naciones Mi'kmaq y Maliseet, junto con el padre Jean-Louis Le Loutre, decidieron atacar por cuenta propia Fort Anne a principios de julio. 
Annapolis había recibido noticias de la declaración de guerra, y las fuerzas británicas estaban un poco preparadas cuando los guerreros de las Primeras Naciones empezaron a asediar Fort Anne. Al no tener armas pesadas, los Mi'kmaq y Maliseet se retiraron a los pocos días. Entonces, a mediados de agosto, una fuerza francesa más grande llegó a Fort Anne, pero tampoco pudo realizar un ataque efectivo o sitio contra la guarnición. El fuerte había recibido suministros y refuerzos desde Massachusetts . 
En 1745, las fuerzas coloniales británicas se apoderaron de la fortaleza de Louisbourg tras un asedio de seis semanas. En represalia, la Confederación Wabanaki lanzó la Campaña de la Costa Noreste (1745) contra los asentamientos británicos en la frontera de Acadia, en el noreste de Maine. Francia mandó una importante expedición para recuperar Louisbourg en 1746. Acosados por tormentas, enfermedades y, finalmente, la muerte de su comandante, el duque de Anville, los supervivientes de la expedición regresaron a Francia sin haber logrado su objetivo. 

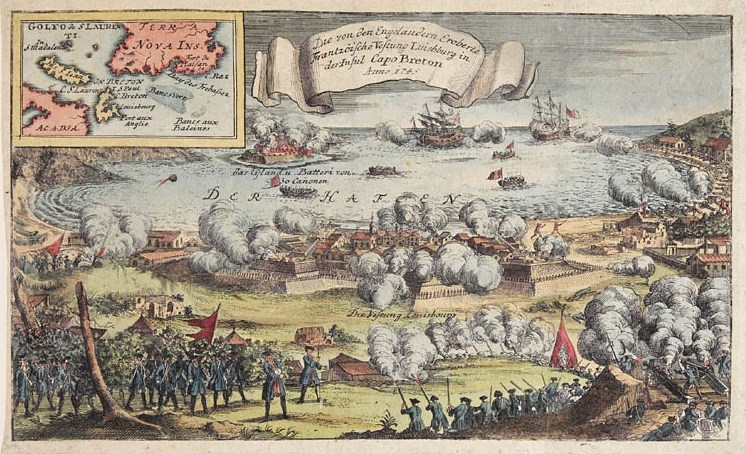
Después de un asedio de 47 días, las fuerzas británicas ocuparon la Fortaleza de Louisbourg en julio de 1745.

La guerra también se extendió a las fronteras entre las colonias del norte británico y Nueva Francia. Cada bando tenía aliados entre los nativos americanos, y los pueblos periféricos fueron atacados y capturados por rescatar o a veces adoptar a tribus norteamericanas que habían sufrido pérdidas por enfermedades o guerras. Como resultado de la frecuente incursión en la frontera septentrional, el gobernador William Shirley ordenó la construcción de una cadena avanzada en la efrontera que se extendía hacia el oeste hasta su frontera con Nueva York. 
El 28 de noviembre de 1745, los franceses con sus aliados indios atacaron y destruyeron el pueblo de Saratoga, Nueva York, matando o capturando a más de un centenar de sus habitantes. Después de esto, los británicos abandonaron sus asentamientos en Nueva York al norte de Albany, una importante ciudad comercial. En julio de 1746, se reunió un contingente iroqués en el norte de Nueva York para un ataque de represalia contra las fuerzas canadienses. 
Viendo que los regulares británicos esperados no acababan de llegar, se dio la orden deataque. Una gran fuerza francesa y de aborígenes (más de 1.000 hombres) se reunió para atacar el valle superior del río Hudson en 1746, en lugar de correr en el valle del río Hoosac, incluyendo un ataque al Fuerte Massachusetts (actualmente North Adams, Massachusetts). Esto supuso una represalia por el asesinato de un líder indio en una escaramuza anterior. Otras incursiones incluyeron la incursión del 1747 a Francesa y de los y Mi'kmaq a Grand Pré, Nueva Escocia; y una incursión en 1748 por aliados indios de los franceses contra Schenectady, Nueva York.

## Consecuencias

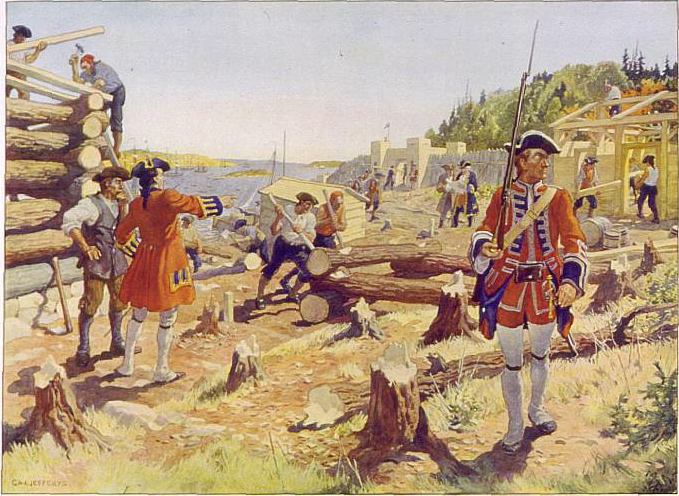
Soldados británicos custodiando Halifax en 1749. Los combates en Nueva Escocia entre los británicos y las milicias acadias y Mi'kmaq continuaron incluso después de la firma del tratado de paz.

La guerra supuso un alto coste, sobre todo en las colonias británicas de América del Norte. Las pérdidas de hombres sólo de Massachusetts entre 1745 y 1746 han sido estimadas como de un 8% de la población masculina adulta de la colonia. 
Según el tratado de Aix-la-Chapelle, Louisbourg fue devuelta a Francia, a cambio de la ciudad de Madras, que había sido capturada de los británicos por parte de los franceses. Esta decisión indignó a los británicos, en particular los colonos de Massachusetts que habían contribuido a la expedición (en términos de financiación y personal). El gobierno británico reconoció finalmente el esfuerzo de Massachusetts con un pago de 180.000 £ después de la guerra. La provincia utilizó este dinero para retirar su devaluada moneda de papel. 
El tratado de paz, que restableció todas las fronteras coloniales a su estatus previo a la guerra (statu quo ante bellum), hizo poco para acabar con la dura enemistad entre Francia, Gran Bretaña y sus respectivas colonias, ni resolvió disputas territoriales. Se mantuvieron las tensiones tanto en Norteamérica como en Europa. Estallaron de nuevo en 1754, con el inicio de la guerra franco-india en América del Norte, que se extendió a Europa dos años más tarde como la guerra de los Siete Años. Entre 1749 y 1755 en Acadia y Nueva Escocia, los combates continuaron con la guerra del padre Le Loutre.